# A Simpson család (4. évad)
A Simpson család 4. évadát 1992. szeptember 24. és 1993. május 13. között sugározták a Fox csatornán. A műsor készítői Matt Groening, James L. Brooks, és Sam Simon.
Az évad első két része eredetileg a harmadik évadhoz készültek,

## Epizódok
| # | Bemutatás            | Prod. Kód | Cím                                |
| --- | -------------------- | --------- | ---------------------------------- |
| 60–401 | 1992. szeptember 24. | 8F24      | Ropi tábor                         |
| Bart nagyon szeretne eljutni a Ropi táborba, ahova Lisával sikerül is bejutnia annak ellenére, hogy nem sikerült minden vizsgája legalább közepesre, ahogy az a jelentkezési feltételben írták. Ám hamar kiderül, hogy a tábort valójában egy zsarnok, valamint Jimbo, Dolph és Kearney irányítja, eközben viszont Homer és Marge élvezik a gyerekek nélkül eltöltött időt. |                      |           |                                    |
| 61–402 | 1992. október 1.     | 8F18      | Marge villamosa                    |
| Marge elindul A vágy villamosa című színdarab legújabb feldolgozásának szereplőválogatásán, ám elsőre nem veszik be. Ám miután a rendező meghallgatja Marge és Homer telefonbeszélgetését úgy érzi, hogy Marge a tökéletes a férje miatt megörülő Blanche szerepére. - Jon Lovitz és Phil Hartman vendégszereplésével |                      |           |                                    |
| 62–403 | 1992. október 8.     | 9F01      | Homer, az eretnek                  |
| Homer megunja a vasárnapi templomba járást, mert nélkülük sokkal jobbak a reggelek. Elhatározza, hogy többé nem jár a templomba, és saját vallást alapít, és csak egy tűzeset tudja jobb belátásra téríteni. |                      |           |                                    |
| 63–404 | 1992. október 15.    | 9F02      | Lisa, a szépségkirálynő            |
| Lisa depresszióba esik, mert az iskolai karneválon karikatúrákat készítenek róla, amiken csúnyának ábrázolják. Homer, hogy felvidítsa lányát eladja a nemrég nyert utazást a Duff léghajóval, az így szerzett pénzből pedig benevezi őt a Kis Miss Spriengfield gyerekszépségversenyre. - Bob Hope vendégszereplésével |                      |           |                                    |
| 64–405 | 1992. október 29.    | 9F04      | Rémségek Simpson háza 3            |
| Simpsonék házában Halloween-i bulit tartanak, mely alatt rémtörténeteket mesélnek. 1. Clown Without Pity: Lisa történetében Bart kap Homertól egy Robi babát, ám a baba gonosszá válik és Homer életére tör. 2. King Homer: Nagyapa történetében Mr. Burns elfog egy óriási gorillát (akit Homer alakít), ám a majom elszabadul, és elragadja szerelmét (akit Marge alakít). 3. Dial "Z" for Zombie: Bart történetében Bart és Lisa fel akarják éleszteni a volt macskájukat, ám helyette véletlenül rengeteg embert hozna vissza a túlvilágról, a sok zombi pedig ellepi Spriengfieldet. |                      |           |                                    |
| 65–406 | 1992. november 3.    | 9F03      | Frinci és Franci: A film           |
| Mrs. Vadalma elmondja Homernak és Marge-nak hogyan viselkedik Bart, ezért a szülők büntetésből eltiltják a fiút a hamarosan megjelenő Frinci és Franci-filmtől. |                      |           |                                    |
| 66–407 | 1992. november 5.    | 9F05      | Marge, az erőmű alkalmazottja      |
| Simpsonék háza megsüllyedt, a javításra szánt pénz összegyűjtése miatt pedig Marge is elkezd dolgozni az atomerőműben. Mr. Burns beleszeret Margbe-ba, miközben Bart megtanulja, hogy mit jelent az, hogy valaki farkast kiált. - Tom Jones és Phil Hartman vendégszereplésével |                      |           |                                    |
| 67–408 | 1992. november 12.   | 9F06      | Bart barátnője                     |
| Új szomszéd költözik Simpsonék mellé Ruth és Laura Powers személyében - utóbbiba Bart beleszeret, ám a lány inkább Jimbo-t szereti, amit Bart nem tud elviselni. Eközben megnyílik McAllister kapitány vendéglője, ahol annyit ehet a vendég, amennyi beléfér, ám Homért csillapíthatatlan étvágya miatt kitiltják onnan. - Sara Gilbert és Pamela Reed vendégszereplésével |                      |           |                                    |
| 68–409 | 1992. november 19.   | 9F07      | Homer, a hótoló                    |
| Homer a havazás és a kocsmázás miatt tönkreteszi a család mindkét autóját, ezért vesz egy hótolót, majd pénzért kezdi eltakarítani a havat az utcákról. Szépen megy a vállalkozás, amíg Barney hasonlóba nem kezd egy sokkal nagyobb hótolóval. - Linda Ronstadt és Adam West vendégszereplésével |                      |           |                                    |
| 69–410 | 1992. december 3.    | 9F08      | Lisa első szava                    |
| Marge elmeséli Lisa születését és azt is, miképp költöztek be a jelenlegi házukba. - Elizabeth Taylor vendégszereplésével |                      |           |                                    |
| 70–411 | 1992. december 17.   | 9F09      | Homer szívműtétje                  |
| Homer a zsíros étrendje miatt szívrohamot kap, és a szívműtéthez 40000 dollár kellene. Mivel ennyijük nincs inkább Dr. Nick Rivearahoz fordulnak, aki 129.95 dollárért bármilyen műtétet elvégez. |                      |           |                                    |
| 71–412 | 1993. január 14.     | 9F10      | Nyeregvasút Springfieldben         |
| Mr. Burnsnek 3 millió dollárt kellett fizetnie a városnak környezetszennyezés miatt, a város ezt a pénzt Lyle Lanley tanácsára egysín-vasút fejlesztésére költötte. Ám Lyle kispórolta az anyagokat és lelépett a pénzzel, így a Homer vezette mozdony féktelen száguldásba kezd. - Phil Hartman és Leonard Nimoy vendégszereplésével |                      |           |                                    |
| 72–413 | 1993. január 21.     | 9F11      | Selma választása                   |
| Homer és a gyerkőcök a Duff Sörparkba akarnak menni, ám Marge kérésére inkább annak nagynénjének temetésére mennek. Ott Selma rádöbben, hogy gyereket akar, ám miután eltölt egy napot Bart-tal és Lisa-val a Döff Sörparkban megváltozik a véleménye. - Phil Hartman vendégszereplésével |                      |           |                                    |
| 73–414 | 1993. február 4.     | 9F12      | A nagytestvér                      |
| Miután Homer nem ment el érte az edzésre Bart úgy dönt, hogy egy ügynökségen keresztül nagytestvért kér. Ezt Homér megtudva egy kistestvért szerez magának, közben pedig Lisa próbál leszokni a Correy forródrót hívásáról. - Phil Hartman vendégszereplésével |                      |           |                                    |
| 74–415 | 1993. február 11.    | 9F13      | Szeretem Lisát                     |
| Lisa egy Valentin-napi kártyát küld Ralph-nak, hogy ne érezze magányosnak magát, mivel senki mástól nem kapott. Ám Ralph ezt félreérti és szerelmével kezdi üldözni a lányt, aki próbál kiszabadulni a helyzetből. |                      |           |                                    |
| 75–416 | 1993. február 18.    | 9F14      | Sörtelenül                         |
| Homer egy fogadalom miatt egy hónapig nem iszik sört, ami kezdetben nehezen megy, de egy idő után már nem zavarja a dolog. Eközben Lisa tudományos bemutatóra készül, amiben Bart is részt vesz, húga tudtán kívül. - Phil Hartman és Marcia Wallace vendégszereplésével |                      |           |                                    |
| 76–417 | 1993. március 11.    | 9F15      | Homer, a szakszervezeti bizalmi    |
| Mr. Burns megvonja a fogászati támogatást a dolgozóktól, hogy csökkentse az erőmű költségeit, ám a munkások, Homérral az élen sztrájkolni kezdenek. Burn lekapcsolja az áramot, hogy a sztrájkot megszűntesse, ám a csapat - akik a fogszabályozásra kötelezett Lisa-val egészültek ki- nem adja fel. - Joyce Brothers vendégszereplésével |                      |           |                                    |
| 77–418 | 1993. április 1.     | 9F17      | Régi, szép emlékek                 |
| Bart félresikerült április elsejei tréfája miatt Homer kórházba kerül, ahol a csokiautomata is ráesik, így kómába kerül. Szerettei, hogy tartsák benne a lelket elmeséli az eddig történteket. |                      |           |                                    |
| 78–419 | 1993. április 15.    | 9F16      | Homer érettségizik                 |
| Egy unalmas Frinci és Franci epizód után Bart és Lisa saját forgatókönyvet írnak a sorozathoz, amit nagypapi nevén adnak fel, és díjat is nyernek vele. Eközben Homer és Marge az évfolyamtalálkozójukra készülnek. - Brooke Shields vendégszereplésével |                      |           |                                    |
| 79–420 | 1993. április 29.    | 9F18      | A kígyókat is agyonütik, nem igaz? |
| Springfield a Püfölés Napjára készül, mely napon a környék kígyót verik agyon, ami ellen Lisa azonnal fellép. Közben Bartot kirúgják a suliból, ezért Marge kezdi el otthon tanítani. - Barry White vendégszereplésével |                      |           |                                    |
| 80–421 | 1993. május 6.       | 9F20      | Marge, a börtöntöltelék            |
| Springfieldet megfertőzte egy japán vírus, köztük Simpsonékat is. Marge vásárolni megy, hogy javítsa a család állapotát, ám tolvajnak nézik és börtönbe kell vonulnia. - David Crosby vendégszereplésével |                      |           |                                    |
| 81–422 | 1993. május 13.      | 9F19      | Ropit lekapcsolják                 |
| Egy új műsor, a Gabbo-show miatt Ropi műsorának nézettsége csökkenni kezd, majd leveszik a műsorról. Lisa és Bart igyekszik visszahozni a műsort, ehhez pedig sztárok segítségére van szükségük. - Johnny Carson, Hugh Hefner, Bette Midler, Barry White, Luke Perry, Elizabeth Taylor és a Red Hot Chili Peppers vendégszereplésével |                      |           |                                    |

## DVD kiadás
| A teljes negyedik évad | | | |
| Készlet adatok | Készlet adatok | Készlet adatok | Extrák |
| - 22 epizód - 4-lemezes készlet - 1.33:1 képarány - Nyelvek: - Angol (Dolby Digital 5.1, felirattal) - Latin spanyol (Dolby Digital 2.0 Surround, felirattal) - Kanadai francia (Dolby Digital 2.0 Surround) | - 22 epizód - 4-lemezes készlet - 1.33:1 képarány - Nyelvek: - Angol (Dolby Digital 5.1, felirattal) - Latin spanyol (Dolby Digital 2.0 Surround, felirattal) - Kanadai francia (Dolby Digital 2.0 Surround) | - 22 epizód - 4-lemezes készlet - 1.33:1 képarány - Nyelvek: - Angol (Dolby Digital 5.1, felirattal) - Latin spanyol (Dolby Digital 2.0 Surround, felirattal) - Kanadai francia (Dolby Digital 2.0 Surround) | - Választható kommentár az összes epizódhoz - Bevezető, Matt Groeninggel - Kivágott/Bővített jelenetek választható kommentárral - Rövidfilm: A Cajun vita - Rövidfilm: Bush vs. Simpsons - Animációk és képes forgatókönyvek a "Marge villamosa", a Frinci és Franci: A film", a "Homer szívműtétje" és a "Régi, szép emlékek" című részekhez - Reklámok - Bónusz easter egg kommentár |
| Kiadási adatok | | | - Választható kommentár az összes epizódhoz - Bevezető, Matt Groeninggel - Kivágott/Bővített jelenetek választható kommentárral - Rövidfilm: A Cajun vita - Rövidfilm: Bush vs. Simpsons - Animációk és képes forgatókönyvek a "Marge villamosa", a Frinci és Franci: A film", a "Homer szívműtétje" és a "Régi, szép emlékek" című részekhez - Reklámok - Bónusz easter egg kommentár |
| 1-es régió | 2-es régió | 4-es régió | - Választható kommentár az összes epizódhoz - Bevezető, Matt Groeninggel - Kivágott/Bővített jelenetek választható kommentárral - Rövidfilm: A Cajun vita - Rövidfilm: Bush vs. Simpsons - Animációk és képes forgatókönyvek a "Marge villamosa", a Frinci és Franci: A film", a "Homer szívműtétje" és a "Régi, szép emlékek" című részekhez - Reklámok - Bónusz easter egg kommentár |
| 2004. június 15. | 2004. augusztus 2. | 2004. augusztus 25. | - Választható kommentár az összes epizódhoz - Bevezető, Matt Groeninggel - Kivágott/Bővített jelenetek választható kommentárral - Rövidfilm: A Cajun vita - Rövidfilm: Bush vs. Simpsons - Animációk és képes forgatókönyvek a "Marge villamosa", a Frinci és Franci: A film", a "Homer szívműtétje" és a "Régi, szép emlékek" című részekhez - Reklámok - Bónusz easter egg kommentár |